# بيوند: تو سولز
بيوند: تو سولز (بالإنجليزية: BEYOND: Two Souls)‏ هي لعبة فيديو من نوع دراما وخارق للطبيعة قام بتطويرها إستديو كوانتيك دريم لجهاز البلاي ستيشن 3. تم الإعلان عنها أثناء فعاليات معرض أي ثري بمؤتمر سونى الصحفي، صدرت اللعبة في الأسواق يوم 8 أكتوبر 2013 على بلاي ستيشن 3 وبلاي ستيشن 4. في 2019 تم الإعلان عن إصدارها على الكمبيوتر الشخصي عبر متجر إيبك غيمز. 

اللعبة تتمحور فكرتها حول ما يحدث بعد الموت حيث تلعب بشخصية (جودي هولمز) ذات 15 عاما والتي تمتلك قوى خارقة تجعلها تتحكم في الأشياء التي حولها، ويرافق (جودي) شبحها الذي يدعى (إيدين).

## القصة
اللعبة تحكي قصة فتاة لديها قدرات خاصة، هذه القدرات عبارة عن شبح يرافقها في كل مكان، ولديه القدرة على التحكم في الأشياء من حوله، فكرة اللعبة الرئيسية تدور حول هروب الفتاة من قوات الأمن المختلفة الذين يطاردونها من فترة طويلة بسبب قدراتها الخاصة، بالتأكيد لا يمكن لفتاة مجردة من الوقوف في وجه الأمن، وهنا يأتي دور الشبح في إنقاذها من مواقف محرجة جدا.

## طريقة اللعب
في البداية عليك أن تعرف أنك تتحكم في شخصيتين وليس واحدة الأولى شخصية الفتاة «جودي» والثانية «الروح».
شخصية جودى تلعبها بمنظور الشخص الثالث، وسيعتمد الأسلوب بعد ذلك في الهروب على QTE وهى الأزرار التفاعلية التي تظهر على الشاشة بشكل سريع جدا، والتي تشابه أسلوب لعبة هيفي رين كثيرا، ولكن بعد هروب جودي سوف نجد أسلوب جديد حول مساعدة الروح لها وإمكانية السيطرة عليها.
لكن الجمال الحقيقي للعبة لا يظهر حتى يأتي دور الشبح، ففكرة اللعبة الرئيسية تعتمد على الانتقال بين التحكم بالشبح والتحكم بالفتاة، نظام اللعب بالشبح يعطي اللاعب الحرية الكاملة في التحرك في محيط المكان، ويمكن للشبح اختراق المواد الصلبة، لكن لا يمكن للشبح الابتعاد كثيرا عن الفتاة، حيث أن هناك خيط خفي يربط الشبح بالفتاة ويحدد المسافة التي يستطيع الحركة فيها بعيدا عنها، هناك مثال يمكن أن يوضح الفكرة بشكل كبير، لكن ماذا يمكن أن يفعل هذا الشبح أثناء التحكم به؟
التحرك بالشبح يتم وكأنك تسبح في الهواء في منظور الشخص الأول، ويمكنك رؤية الخيط الذي يربطك بالفتاة، عند التحكم بالشبح يمكنك أيضا رؤية ضوء أصفر في بعض الأجسام من حولك، سواء كانوا بشرا أم جوامد مثل كأس القهوة أو مجلة، من يحمل ضوئا أصفرا يعني أنه يمكن التفاعل معه، فمثلا التفاعل مع كوب القهوة سيسقطه، وبالتالي سيقوم صاحب الكوب بالهلع والنظر حوله بحثا عن ما قد تسبب في ذلك، تحريك الأشياء مفيد جدا أحيانا وفي بعض الأحيان سيكون مجرد تسلية للشبح المشاغب، في بعض المواقف سيكون تصرف الشبح مصيريا، فمثلا في مقطع داخل القطار يضطر الشبح لإسقاط حقيبة الفتاة كي يوقضها من النوم، لأن رجال الشرطة دخلوا القطار وبدأوا بالبحث عنها.

## الشخصيات الرئيسية
| الشخصية      | الممثل       | معلومات                                                                      |
| ------------ | ------------ | ---------------------------------------------------------------------------- |
| جودي هولمز   | إلين بيج     | بطلة اللعبة الرئيسية.                                                        |
| ايدن         |              | ايدن هو الشبح المرافق لجودي منذ سن مبكر.                                     |
| ناثان دوكينز | ويليم دافو   | عالم بالحكومة، يعمل مع بطلة اللعبة جودي لكي يحلل القوة الخارقة التي تمتلكها. |
| كول فريمان   | كاديم هرديسن | مسؤول في الحكومة، يقوم بالتحقيق في الظواهر الخارقة للطبيعية.                 |

## تاريخ الإصدار
أعلنت شركة سوني على موعد طرح لعبتها الحصرية (بيوند: تو سولز) وذلك في 8 أكتوبر 2013

## وصلات خارجية
- بيوند: تو سولز على موقع IMDb (الإنجليزية)
- الموقع الرسمي نسخة محفوظة 30 سبتمبر 2013 على موقع واي باك مشين.
- العرض الرسمي للعبة . على يوتيوب
- عرض طريقة العب . على يوتيوب